# Lisa Belluco

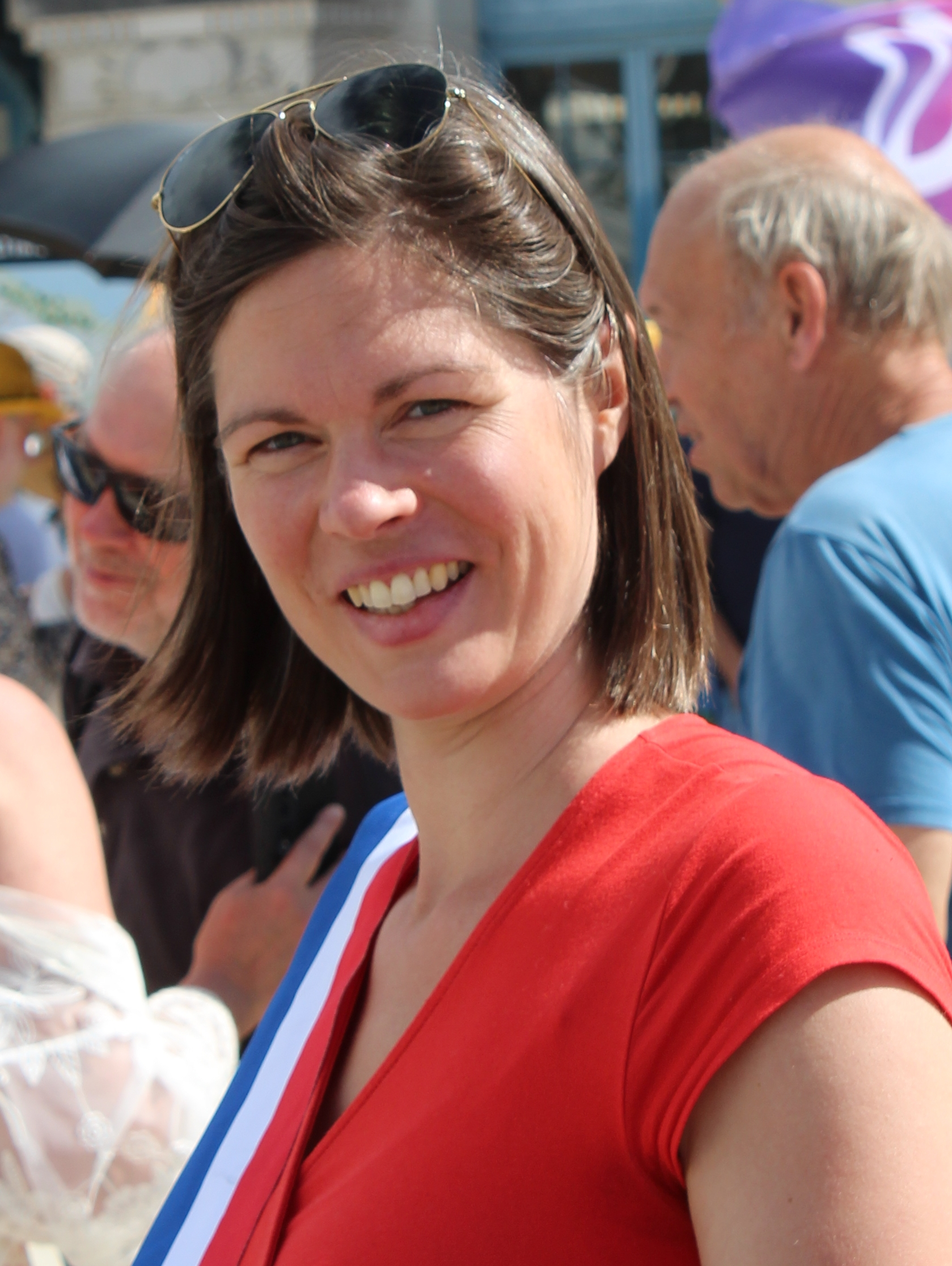
Lisa Belluco

Lisa Belluco (geboren am 20. Juli 1988 in Metz) ist eine französische Politikerin. Im Jahr 2022 wurde sie für die sechzehnte Legislaturperiode der Nationalversammlung zur Abgeordneten gewählt. Belluco ist Co-Vorsitzende des Instituts Cité Écologique.

## Leben und Wirken
Lisa Belluco wurde als Tochter einer Mutter, die als Psychologin in einem sozialmedizinischen Zentrum für Kinder arbeitet, und eines Vaters, der Sonderpädagoge ist, geboren. Beide sind im Vereins- und Gemeindeleben engagiert.
Belluco machte ihren Abschluss als Ingenieurin an der Ecole des Mines d'Alès. Sie vervollständigte ihre Ausbildung mit einem einjährigen Studiengang in Politiques Publiques et Stratégies pour l'Environnement an der AgroParis Tech. Sie wurde Staatsbeamtin und trat als Umweltinspektorin in die DREAL Nouvelle-Aquitaine ein.
Ihr Engagement für die politische Ökologie ist vom Denken des Philosophen Bruno Latour beeinflusst.
2018 engagierte sich Belluco in der Partei Génération.s und trat später Europe Écologie Les Verts bei.
2020 wurde sie auf der von Leonore Moncond'huy angeführten Liste "Poitiers Collectif" zur Stadträtin in Poitiers gewählt. Sie wurde in dieser Funktion für Stadtplanung zuständig.
Bei der Parlamentswahl 2022 wurde Belluco am 19. Juni 2022 auf der Liste der Nouvelle union populaire écologique et sociale zur Abgeordneten für den ersten Wahlkreis von Vienne gewählt. Anfang Juli 2022 wurde sie stellvertretende Vorsitzende des Ausschusses für nachhaltige Entwicklung und Raumplanung.
Im Oktober und November 2022 nahm sie an Demonstrationen gegen die Installation von Wasserbecken in der Gemeinde Sainte-Soline im Departement Deux-Sèvres teil. Sie berichtet, dass sie von den gegen die Demonstranten eingesetzten Polizeikräften gestoßen und geschlagen wurde. Sie beschloss, die Gewalt bei der Niederschlagung der Demonstrationen vor Gericht zu bringen, bei der etwa 50 Demonstranten verletzt worden waren.